# کپون اسپرینگز (ویرجینیای غربی)
کپون اسپرینگز (به انگلیسی: Capon Springs) یک منطقهٔ مسکونی در ایالات متحده آمریکا است که در شهرستان همپشر، ویرجینیای غربی واقع شده‌است. کپون اسپرینگز ۹۵ نفر جمعیت دارد.